# Mo’ Better Rootz
Mo’ Better Rootz – trzeci album studyjny grupy Vavamuffin. Wydany w 2010 przez Karrot Kommando. Zawiera 14 utworów.
Płyta jest swoistym podsumowaniem ostatnich trzech lat działalności zespołu. Znajdziemy w niej nutkę wypraw zespołu do Etiopii, Stanów Zjednoczonych, Włoch czy Skandynawii. Na krążku zawarte są też typowe warszawskie akcenty.

## Lista utworów
Źródło.
| Nr  | Tytuł utworu                              | Długość |
| --- | ----------------------------------------- | ------- |
| 1.  | „Koronowane głowy”                        |         |
| 2.  | „Z samego dna”                            |         |
| 3.  | „Nowy dzień”                              |         |
| 4.  | „Drug Squad Collie”                       |         |
| 5.  | „Cel Pal” (feat. Vienio)                  |         |
| 6.  | „African Dancehall” (Studio Live Session) |         |
| 7.  | „Bez piątala bal”                         |         |
| 8.  | „Barbakan”                                |         |
| 9.  | „Japa fizjonomia”                         |         |
| 10. | „Addis Fever”                             |         |
| 11. | „Radio Vavamuffin”                        |         |
| 12. | „Daj mi to”                               |         |
| 13. | „Alladyn”                                 |         |
| 14. | „Yabby You”                               |         |